# Gouddanio
De gouddanio (Danio albolineatus, voorheen Brachydanio albolineatus) is een tropische vis binnen de eigenlijke karpers (Cyprinidae). De soort komt voor in Sumatra, Myanmar en Thailand.
De maximale lengte van een gouddanio is 6,5 cm en de leeftijd vijf jaar. De kleur varieert sterk, maar meestal is het lichaam bruin-geel, roze- of zilverkleurig. Op de buik lopen twee strepen van lichtgeel, wit, blauw of rood. De vis is iriserend en heeft twee paar baarddraden.
In het wild leeft de gouddanio aan het wateroppervlak in kleine, heldere rivieren. Van origine leven de gouddanio in een tropisch klimaat en zijn een pH waarde van 6.0 - 8.0 en een temperatuur van 20 - 25 °C gewend. Het voedsel bestaat vooral uit insecten en zoöplankton.